# 巴特勒·蘭普森
巴特勒·萊特·蘭普森（英語：Butler Wright Lampson，1943年12月23日—），生於美國華盛頓特區，電腦科學家，為1992年圖靈獎得主。曾提出個人電腦的設計概念、存取控制矩陣。

## 生平
中學畢業於羅倫斯威爾中學（Lawrenceville School），1964年於哈佛大學取得物理學碩士學位。1967年，取得加州柏克萊大學電機工程與計算機科學博士。
在1960年代中，巴特勒·蘭普森成為加州柏克萊大學Project Genie的一份子。1965年，Project Genie中的幾名成員，以巴特勒·蘭普森及彼得·多伊奇等人為主，在SDS 940電腦上，開始發展一個多工作業系統，柏克萊分時系統（Berkeley Timesharing System）。
1970年，成為全錄帕羅奧多研究中心最早一批員工之一，他屬於其中的電腦科學實驗室（Computer Science Laboratory）。1972年，在一份備忘錄中，首次提出個人電腦設計概念。1973年，帕羅奧多研究中心發表了Xerox Alto，配備三鍵滑鼠及全尺寸顯示器，被認為是最早的個人電腦原型。
在全錄時，他還參與雷射印表機的設計，開發了二阶段提交協議，第一個所見即所得（WYSIWYG）的文字編輯器Bravo；第一個高速區域網路，Ethernet等。他也參與了數個程式語言的設計，如Euclid。
在1980年代中，巴特勒離開全錄，進入迪吉多公司的系統研究中心（SRC）。後來，他加入微軟研究院，成為其中的院士。此外，他也是麻省理工學院的講座教授。
1992年獲得圖靈獎。1994年，成為计算机协会（ACM）院士。

## 格言
計算機科學中，有句著名格言，常被認為是由巴特勒·蘭普森提出。但是巴特勒本人則認為這格言最早出自於David Wheeler。這句格言為：
在計算機科學中的任何問題，都可以用加上另一層間接參照來解決。（Any problem in computer science can be solved with another level of indirection）

## 外部連結
- 巴特勒·蘭普森於微軟的首頁 （页面存档备份，存于）